# Lazarákia

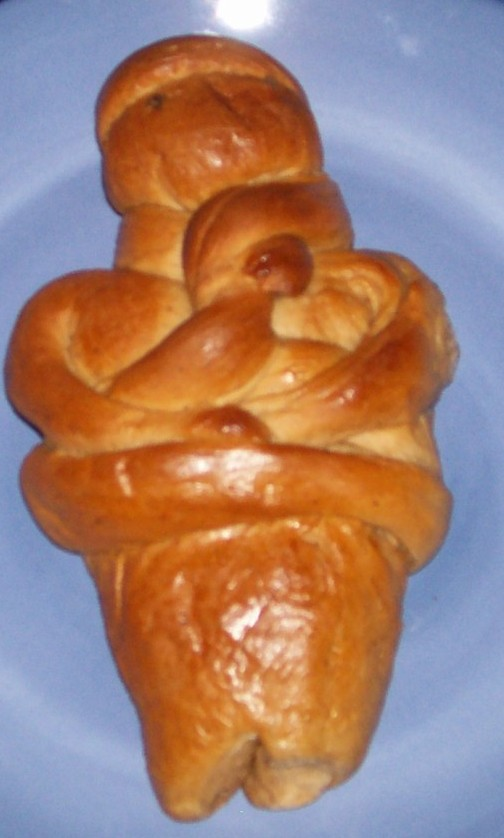
Un lazaráki.

Les lazarákia (le mot est pluriel en : grec moderne : λαζαράκια) sont des pains épicés fabriqués par les chrétiens orthodoxes grecs, le samedi avant la Semaine sainte (le « samedi de Lazare »). Ils sont consommés pour célébrer le miracle de Jésus de Nazareth ressuscitant Lazare. Chaque petit pain a la forme d'un homme supposé être Lazare, avec des clous de girofle à la place des yeux.
Ce petit pain fait avec plusieurs épices douces est maigre (au sens religieux), c'est-à-dire qu'il ne contient pas d'œufs ni de produits laitiers. Pour cette raison, au contraire des tsourékias, il n'est pas badigeonné d'œuf ni de beurre pour lui donner un aspect doré et fini.